# 阿尔斯通-柯布之家
阿尔斯通-柯布之家（英語：Alston-Cobb House），现在正式称克拉克县博物馆，是一个历史博物馆。该馆位于克拉克县格罗夫希尔。它始建于1854年，是一个希腊复兴风格的建筑。